# Faculdade de Nutrição da Universidade Federal de Goiás
A Faculdade de Nutrição (FANUT) da Universidade Federal de Goiás (UFG) é uma das unidades acadêmicas desta universidade. Criada em dezembro de 1996, foi desmembrada da antiga Faculdade de Enfermagem e Nutrição (FEN), e conta com cursos de bacharelado e mestrado.
Situa-se no Campus Colemar Natal e Silva, no bairro Universitário, na região central de Goiânia.